# CHI Memorial Stadium
CHI Memorial Stadium es un estadio de fútbol de 5.500 asientos en East Ridge, Tennessee. Es el primer estadio de este tipo en Tennessee. Es la localía del Chattanooga Red Wolves SC de la USL League One, Chattanooga Lady Red Wolves SC de la Women's Premier Soccer League y Dalton Red Wolves SC de la USL League Two.
El estadio se inauguró el 1 de agosto de 2020 para el partido de los Red Wolves contra el FC Tucson.

## Historia
CHI Memorial Stadium fue aprobado por la ciudad de East Ridge, Tennessee el 27 de junio de 2019 como parte de un desarrollo de $ 125 millones cerca de Landsdale Park. El estadio comenzó a construirse el 9 de julio de 2019 con la esperanza de estar listo para el inicio de la temporada 2020 de la USL League One.

El 17 de diciembre de 2019, los Red Wolves anunciaron que el estadio albergaría su primer partido en casa de la temporada 2020. Los derechos de nombre se otorgaron al CHI Memorial Hospital en Chattanooga y se anunciaron el 5 de marzo de 2020.
El estadio estaba programado originalmente para abrir el 25 de abril de 2020 para el partido de los Lobos Rojos contra Richmond Kickers, pero se pospuso debido a la pandemia de COVID-19. Instead, the stadium opened on August 1, 2020 for the Red Wolves' match against FC Tucson. En cambio, el estadio abrió el 1 de agosto de 2020 para el partido de los Red Wolves contra el FC Tucson.
En 2023 y 2024, el estadio será el lugar para los partidos de semifinales y campeonatos tanto del Campeonato de Fútbol Masculino de la División II de la NCAA como del Campeonato de Fútbol Femenino de la División II de la NCAA.